# 新正倶楽部
新正倶楽部（しんせいくらぶ）は、大正・昭和期の衆議院に存在した院内会派（1925年5月30日－1928年1月21日）。
1925年3月14日に革新倶楽部と中正倶楽部が相次いで立憲政友会との合同を決議したが、これに反対する革新倶楽部の8名（尾崎行雄・清瀬一郎・林田亀太郎ら）らと中正倶楽部の20名（増田義一・長岡外史・堤清六ら）が共同で行動することとし、更に無所属2名を加えて計30名で結成された。憲政会・立憲政友会・政友本党に次ぐ第4会派の地位を保ったが、政局に影響を与えるには至らず3年で解散、立憲政友会・立憲民政党に加入する者、清瀬らの革新党の結成に参加する者、尾崎のように無所属に転ずる者などに分かれることになった。